# 덕두역
덕두역(Deokdu station, 德斗驛)은 부산광역시 강서구 대저2동에 위치한 부산-김해 경전철의 역이다.

## 특징
이 역 서쪽 방향에 군사 시설이 위치하고 있으므로 그 방향으로 보이지 않도록 폐쇄형 철제 방음벽이 설치되어 있고, 역 건물의 서쪽 부분 유리창 역시 불투명 처리되어 있다.

### 승강장
2면 2선 상대식 승강장으로 운영되며, 승강장에는 스크린도어가 설치되어 있다.
| 공항↑ |
| \| 상 |
| ↓등구 |

| 상행 | ● 부산-김해 경전철 | 사상 방면   |
| 하행 | ● 부산-김해 경전철 | 가야대 방면 |

## 역 주변
- 강서도서관
- 강서 브라이트 센터
- 공항파출소
- 덕두초등학교
- 대저중학교
- 부산대저고등학교
- 대저 2동 행정복지센터
- 대저 2동 우체국
- 강서요양병원
- 한국민속식품
- 남경의원

## 승차량 변동
부산김해경전철은 기본적으로 승하차량을 공개하지 않고 있지만 부산광역시에서 실시하는 교통조사 분석용역을 통해서 부산권 역들의 승하차량은 확인 가능하다.
| 노선           | 승차 인원 | 승차 인원 | 승차 인원 | 승차 인원 | 승차 인원 | 주 석 |
| 노선           | 2011년    | 2012년    | 2013년    | 2014년    | 2015년    | 주 석 |
| -------------- | --------- | --------- | --------- | --------- | --------- | ----- |
| 부산김해경전철 | 697       | 910       | 1060      |           |           |       |

## 인접한 역
| 부산-김해 경전철 | 부산-김해 경전철   | 부산-김해 경전철   |
| ---------------- | ------------------ | ------------------ |
| 4 공항 사상 방면 | ● 부산-김해 경전철 | 6 등구 가야대 방면 |